# Lestes uncifer
Lestes uncifer là một loài chuồn chuồn kim thuộc họ Lestidae.
Loài này có ở Botswana, Kenya, Malawi, Mozambique, Nigeria, Somalia, Nam Phi, Tanzania, Uganda, Zambia, Zimbabwe, có thể cả Burundi, và có thể cả Cộng hòa Congo. Môi trường sống tự nhiên của chúng là rừng ẩm vùng đất thấp nhiệt đới hoặc cận nhiệt đới, xavan khô, xavan ẩm, vùng cây bụi khô khu vực nhiệt đới hoặc cận nhiệt đới, vùng cây bụi ẩm khu vực nhiệt đới hoặc cận nhiệt đới, đất ngập nước với cây bụi là chủ yếu, đầm lầy, hồ nước ngọt, hồ nước ngọt có nước theo mùa, đầm nước ngọt, và đầm nước ngọt có nước theo mùa. They are of the order of the dragonflies (Odonata) and are tiếng Anh thường gọi là "Spreadwings." While most damselflies rest with their wings folded together, most members thuộc họ Lestidae hold them at an angle away from their bodies.